# Белый минарет
Белый минарет — башня и памятник, установленные возле мечети «Мубарак» в Кадиане, Пенджаб, Индия. Является священным памятником для ахмадитов.

## Строительство
Мирза Гулам Ахмад запросил пожертвования для строительства минарета в память о следующем хадисе исламского пророка Мухаммеда в отношении второго пришествия Иисуса. Утверждается, что строительством минарета будет исполнено пророчество, согласно которому Мессия спустится на минарет к востоку от Дамаска.
Первый камень в фундамент минарета был заложен Мирзой Гуламом Ахмадом 13 марта 1903 года. По причине отсутствия средств, строительство впоследствии остановилось. 27 ноября 1914 года, работа по строительству минарета продолжилась под руководством Мирзы Башир-уд-Дина Махмуда Ахмада. Строительство минарета было завершено в 1916 году. Минарет имеет 92 ступени. Его общая высота составляет около 105 футов (ок. 32 м).
Белый минарет находится в 3644 км к востоку от Дамаска, Сирия.